# Joséphine Japy
Joséphine Japy (Parigi, 12 luglio 1994) è un'attrice francese.

## Biografia
Ha debuttato nel film Grey Souls del 2005, diretto da Yves Angelo. Nel 2014, ha interpretato il ruolo principale di Charlie nel film Respire, presentato durante la Settimana della critica internazionale al Festival di Cannes.
Nel 2019 interpreta Olivia Marigny nel film Mon Inconnue di Hugo Gélin, nel ruolo della protagonista femminile.

## Filmografia parziale
- Il monaco (Le Moine), regia di Dominik Moll (2011)
- Cloclo, regia di Florent Emilio Siri (2012)
- Respire, regia di Mélanie Laurent (2014)
- Irréprochable, regia di Sébastien Marnier (2016)
- Amore a seconda vista (Mon inconnue), regia di Hugo Gélin (2019)
- Fantasie (Les Fantasmes), regia di David e Stéphane Foenkinos (2021)

## Doppiatrici italiane
- Valentina Perrella in Fantasie